# 萬克利夫 (密西西比州)
萬克利夫（英語：Vancleave）是位於美國密西西比州傑克遜縣的普查規定居民點。

## 人口
根據2020年美國人口普查的數據，萬克利夫的面積為114.34平方千米，當中陸地面積為111.74平方千米，而水域面積為2.60平方千米。當地共有人口5592人，而人口密度為每平方千米48.91人。